# Fary Faye
Fary Faye (ur. 24 grudnia 1974 w Dakarze) – piłkarz senegalski grający na pozycji napastnika.

## Kariera klubowa
Karierę piłkarską Faye rozpoczął w klubie ASC Diaraf z Dakaru. W sezonie 1993/1994 zadebiutował w jego barwach w pierwszej lidze senegalskiej. Grał w nim do 1996 roku. W sezonie 1994/1995 wywalczył z ASC Diaraf mistrzostwo Senegalu. Z klubem tym zdobył też Puchar Senegalu w 1994 i 1995 roku.
W 1996 roku Faye wyjechał do Portugalii, a jego pierwszym klubem w tym kraju był União Montemor z Segunda Divisão. W 1998 roku odszedł z niego do pierwszoligowego SC Beira-Mar. W portugalskiej ekstraklasie zadebiutował 21 sierpnia 1998 w przegranym 1:2 wyjazdowym meczu z Bragą. W sezonie 1998/1999 zdobył z Beirą-Mar Puchar Portugalii i jednocześnie spadł z tym klubem do drugiej ligi. W 2000 roku wrócił z Beirą-Mar do ekstraklasy. W sezonie 2002/2003 z 18 golami został współkrólem strzelców ligi wraz z Simão Sabrosą z Benfiki.
Latem 2003 roku Faye przeszedł do Boavisty Porto. W Boaviście zadebiutował 25 sierpnia 2003 w spotkaniu z Beirą-Mar (2:0). W Boaviście występował do końca sezonu 2007/2008, po którym Boavista została zdegradowana do drugiej ligi z powodu korupcji.
Latem 2008 Faye wrócił do Beiry-Mar, a w 2010 roku został zawodnikiem klubu CD Aves i grał w nim w sezonie 2010/2011. Latem 2011 ponownie został piłkarzem Boavisty. W 2015 zakończył w niej swoją karierę.
| Sezon   | Klub           | Kraj       | Rozgrywki            | Mecze | Bramki |
| ------- | -------------- | ---------- | -------------------- | ----- | ------ |
| 1993/94 | ASC Diaraf     | Senegal    | Championnat National | ?     | ?      |
| 1994/95 | ASC Diaraf     | Senegal    | Championnat National | ?     | ?      |
| 1995/96 | ASC Diaraf     | Senegal    | Championnat National | ?     | ?      |
| 1996/97 | União Montemor | Portugalia | Segunda Divisão      | 29    | 15     |
| 1997/98 | União Montemor | Portugalia | Segunda Divisão      | 29    | 25     |
| 1998/99 | SC Beira-Mar   | Portugalia | Primeira Liga        | 34    | 10     |
| 1999/00 | SC Beira-Mar   | Portugalia | Liga de Honra        | 25    | 7      |
| 2000/01 | SC Beira-Mar   | Portugalia | Primeira Liga        | 30    | 8      |
| 2001/02 | SC Beira-Mar   | Portugalia | Primeira Liga        | 31    | 18     |
| 2002/03 | SC Beira-Mar   | Portugalia | Primeira Liga        | 31    | 18     |
| 2003/04 | Boavista FC    | Portugalia | Primeira Liga        | 24    | 5      |
| 2004/05 | Boavista FC    | Portugalia | Primeira Liga        | 2     | 0      |
| 2005/06 | Boavista FC    | Portugalia | Primeira Liga        | 26    | 5      |
| 2006/07 | Boavista FC    | Portugalia | Primeira Liga        | 23    | 0      |
| 2007/08 | Boavista FC    | Portugalia | Primeira Liga        | 17    | 3      |
| 2008/09 | SC Beira-Mar   | Portugalia | Liga de Honra        | 26    | 5      |
| 2009/10 | SC Beira-Mar   | Portugalia | Liga de Honra        | 4     | 0      |
| 2010/11 | CD Aves        | Portugalia | Liga de Honra        | 9     | 1      |
| 2011/12 | Boavista FC    | Portugalia | Segunda Divisão      | 26    | 8      |
| 2012/13 | Boavista FC    | Portugalia | Segunda Divisão      | 28    | 15     |
| 2013/14 | Boavista FC    | Portugalia | Segunda Divisão      | 17    | 7      |
| 2014/15 | Boavista FC    | Portugalia | Primeira Liga        | 3     | 0      |

## Kariera reprezentacyjna
W reprezentacji Senegalu Faye zadebiutował w 2000 roku. W tym samym roku został powołany do kadry na Puchar Narodów Afryki 2000, na którym rozegrał 2 mecze: z Burkina Faso (3:1) i z Egiptem (0:1). W kadrze narodowej od 2000 do 2001 roku rozegrał 4 mecze.